# Обербиллиг
Обербиллиг (нем. Oberbillig) — община в Германии, в земле Рейнланд-Пфальц.
Входит в состав района Трир-Саарбург. Подчиняется управлению Конц. Население составляет 981 человек (на 31 декабря 2010 года). Занимает площадь 5,36 км².

## Расположение
Обербиллиг расположен на реке Мозель, в шести километрах к западу от города Конц. Через коммуну проходит шоссе 419 и железнодорожная ветка Трир-Перль (Саар)-Мец. На другой стороне реки расположен люксембургский город Вассербиллиг.

## История
Коммуна под названием Биллих была основана в 965 году. Происхождение названия по всей видимости кельтское. Однако в данном случае, название указывает на римское наследие: здесь был расположен римский торговый порт Biliacum. Соответствующие археологические находки и экспозицию, посвящённую истории коммуны, можно увидеть в Питерхаусе. Дом, построенный в 1862 году портным Петером Дозтертом и его сыном, был спасён от сноса частными спонсорами в 1983 году. Ныне там располагается правление коммуны.
По всей видимости в Обербиллиге ещё во времена Римской империи существовало достаточно крупное поселение, так как к старому центру города была подведена водопроводная труба длиной 550 метров.
Исторически Обербиллиг тесно связан с расположенном на противоположном берегу Мозель люксембургским городом Вассербиллиг. До 1816 года Обербиллиг был частью Вассербиллига. В результате соглашений, достигнутых на Венском конгрессе (1815), Обербиллиг стал самостоятельной коммуной в округе Трир в королевстве Пруссия. С 1821 года католическая община Обербиллига формально была присоединена к приходу Вассерлиш, однако фактически она оставалась тесно связана с католическим приходом в Вассербиллиге, а 4 апреля 1871 года стала самостоятельным приходом.
С 18 июля 1946 Обербиллиг входит в французскую зону оккупации. С 6 июня 1947 Обербиллиг стал частью образованной в 1946 году земли Рейнланд-Пфальц.
Численность населения
Использованы данные переписей с 1871 по 1987 годы:
| Год  | Население |
| ---- | --------- |
| 1815 | 229       |
| 1835 | 330       |
| 1871 | 362       |
| 1905 | 578       |
| 1939 | 744       |
| 1950 | 701       |
| 1961 | 757       |

| Год  | Население |
| ---- | --------- |
| 1970 | 711       |
| 1987 | 887       |
| 1997 | 839       |
| 2005 | 917       |
| 2011 | 990       |
| 2017 | 967       |

## Достопримечательности
- Католическая церковь святой Варвары (построена в 1864 году, расширена в 1891 году, колокольня построена в 1893 году)
- Питерхаус, внутри которого находится в том числе краеведческий музей
- Мозель-променад